# Hirasawa Shusaku
Hirasawa Shusaku (sinh ngày 5 tháng 3 năm 1949) là một cầu thủ bóng đá người Nhật Bản.

## Đội tuyển bóng đá quốc gia Nhật Bản
Hirasawa Shusaku thi đấu cho đội tuyển bóng đá quốc gia Nhật Bản từ năm 1972 đến 1974.

## Thống kê sự nghiệp
| Đội tuyển bóng đá Nhật Bản | Đội tuyển bóng đá Nhật Bản | Đội tuyển bóng đá Nhật Bản |
| Năm                        | Trận                       | Bàn                        |
| -------------------------- | -------------------------- | -------------------------- |
| 1972                       | 2                          | 0                          |
| 1973                       | 4                          | 1                          |
| 1974                       | 5                          | 0                          |
| Tổng cộng                  | 11                         | 1                          |